# World So Cold (canción de Three Days Grace)
«World So Cold» —en español: «Mundo tan frío»—  es el tercer sencillo del álbum Life Starts Now publicado en 2009 por la banda de metal alternativo, Three Days Grace. La canción fue lanzada para las emisoras de radio el 3 de agosto de 2010. El sencillo debutó en el Billboard Rock Songs en el número 50 y ha alcanzado el número 1 en el Mainstream Rock Tracks.

## Otras variaciones
Antes del lanzamiento del álbum, la banda puso una versión de piano sin voz en su página web. Hay una versión de piano/voz de "World So Cold", que es una pista adicional de la edición japonesa de lanzamiento de Life Starts Now.
Además la versión de piano/voz fue agregada en un EP llamado Lost In You que la banda publicó en febrero de 2011.

## Video musical
Para este sencillo no hubo una producción para el video musical pero en la cuenta de VEVO de la banda se subió un video que muestra imágenes de ellos.

## Posicionamiento en listas y certificaciones
| Lista (2010)                            | Mejor posición |
| --------------------------------------- | -------------- |
| Canadá (Hot 100)                        | 94             |
| Estados Unidos (Bubbling Under Hot 100) | 14             |
| Estados Unidos (Alternative Songs)      | 13             |
| Estados Unidos (Mainstream Rock Tracks) | 1              |
| Estados Unidos (Rock Songs)             | 3              |

### Sucesión en listas
| Anterior: «Porn Star Dancing» de My Darkest Days con Zakk Wylde | Mainstream Rock Tracks — Sencillo Nro 1 11 de diciembre de 2010 — 15 de enero de 2011 | Siguiente: «The Sex Is Good» de Saving Abel |

### Certificaciones
| País           | Organismo certificador | Certificación | Ventas certificadas | Ref.  |
| -------------- | ---------------------- | ------------- | ------------------- | ----- |
| Estados Unidos | RIAA                   | Platino       | 1 000               | [ 5 ] |